# Balegaru, Sagar
Balegaru là một làng thuộc tehsil Sagar, huyện Shimoga, bang Karnataka, Ấn Độ.